# Loperhet
Loperhet település Franciaországban, Finistère megyében. Lakosainak száma 3952 fő (2022. január 1.). Loperhet Landerneau, Dirinon és Plougastel-Daoulas községekkel határos.

## Népesség
A település népességének változása:
| Lakosok száma | 1315 | 2030 | 2941 | 3507 | 3588 | 3609 | 3760 | 3910 | 3931 | 3952 |
|               | 1968 | 1982 | 1990 | 2006 | 2013 | 2015 | 2017 | 2019 | 2020 | 2022 |